# エリアス・チャイルド
エリアス・チャイルド（Elias Childe、1778年 - 1849年、英国王立美術家協会会員）はイギリス出身の風景画家であり、油彩と水彩の両方で多くの絵画を描いた画家である。

## 生涯
彼は画家のジェームス・ウォーレン・チャイルドと幻灯機を開発したヘンリー・ラングドン・チャイルドの兄である。1798年に王立芸術院に初めて出品した。弟のジェームスとともにソーホー地区のコンプトン通り29番地で暮らした。風景画に専念するようになり、その分野において成功を収めた。1825年、英国王立美術家協会のフェローに選出された。
1848年、チャイルドは自身最後の展覧会を開き、翌年の1849年に没した。

## 作品

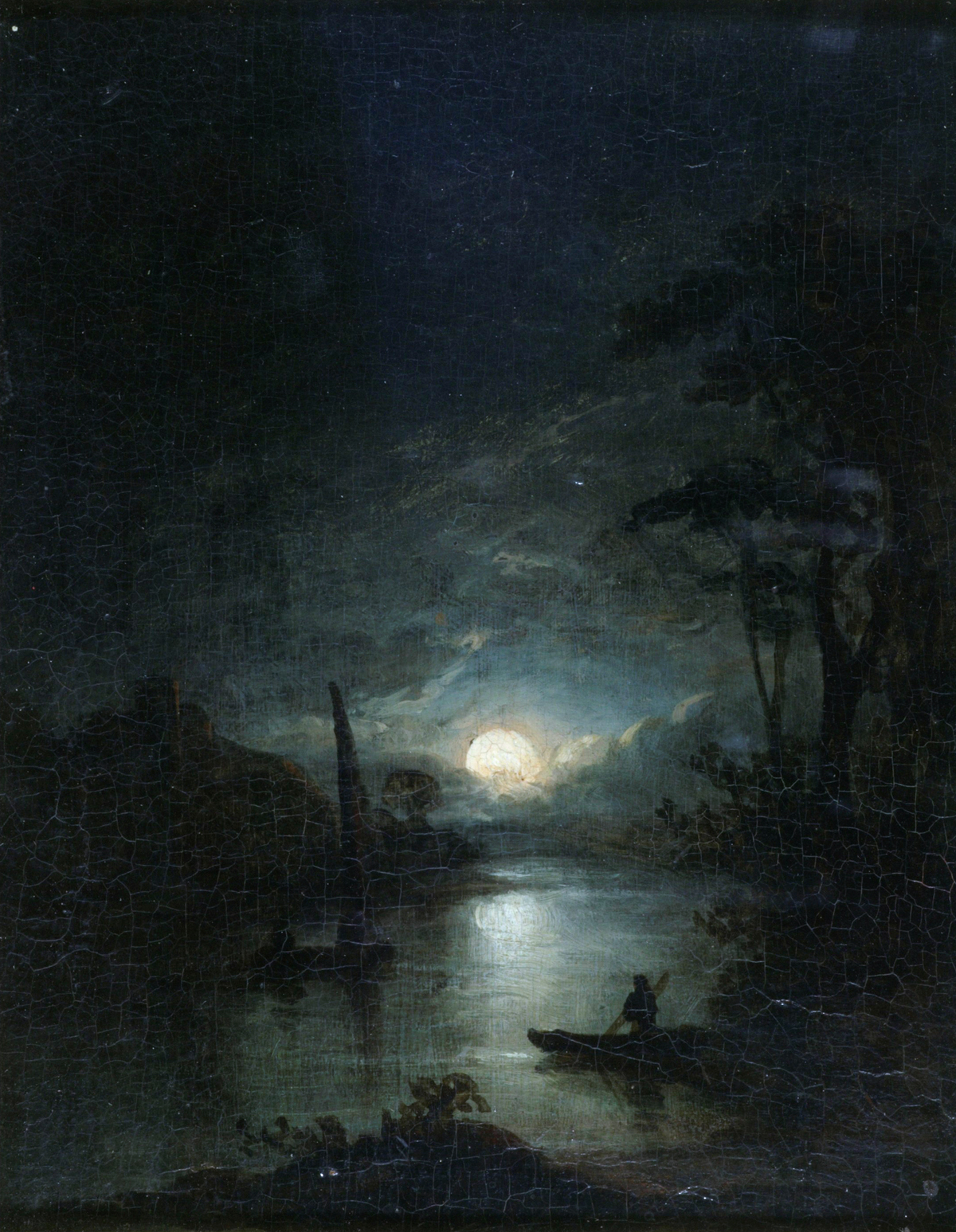
「月光: ある創作」 （エリアス・チャイルド画）

チャイルドは英国王立芸術家協会、王立芸術院、および英国美術振興会の展覧会に500点以上の絵画を出品した。彼の絵画は人気を博し、売れ行きは好調であった。彼は特に月光の効力を表現するのが得意で、サウスケンジントンにあるテート・ギャラリー（当時のナショナル・ギャラリー・オブ・ブリティッシュ）にその流儀の一例が展示された。

### 帰属
この記事はパブリックドメインの辞典本文を含む: Stephen, Leslie, ed. (1887). "Childe, Elias". Dictionary of National Biography (英語). Vol. 10. London: Smith, Elder & Co. 